# Stobi
Stobi nebo Stoboi (starořecky: Στόβοι, latinsky: Stobi; makedonsky: Стоби) bylo starověké město v Peonii, později dobyté Makedonií a nakonec Římany. Ruiny města leží blízko dnešního města Gradsko v Severní Makedonii. Jde o za nejvýznamnější severomakedonské archeologické naleziště. Město bylo postaveno na soutoku řek Crna a Vardar (ve starověku nazývaných Erigon a Axiós), což z něj dělalo strategické místo z hlediska obchodního i vojenského. Klíčový byl především obchod se solí. Nedaleká hora Klepa navíc byla zdrojem mramoru. Jméno Stobi pochází peonského slova označujícího buď „stůl“ nebo „sloup“, snad souviselo s místním kultovním sloupem. K nejvýznamnějším památkám patří městské divadlo ze 3. století. Dochovalo se také velké množství mozaik. Na rubu makedonské bankovky 10 denárů, vydané v roce 1996, a mince v hodnotě 10 denárů, vydané v roce 2008, je vyobrazen páv z jedné této podlahové mozaiky.

## Dějiny

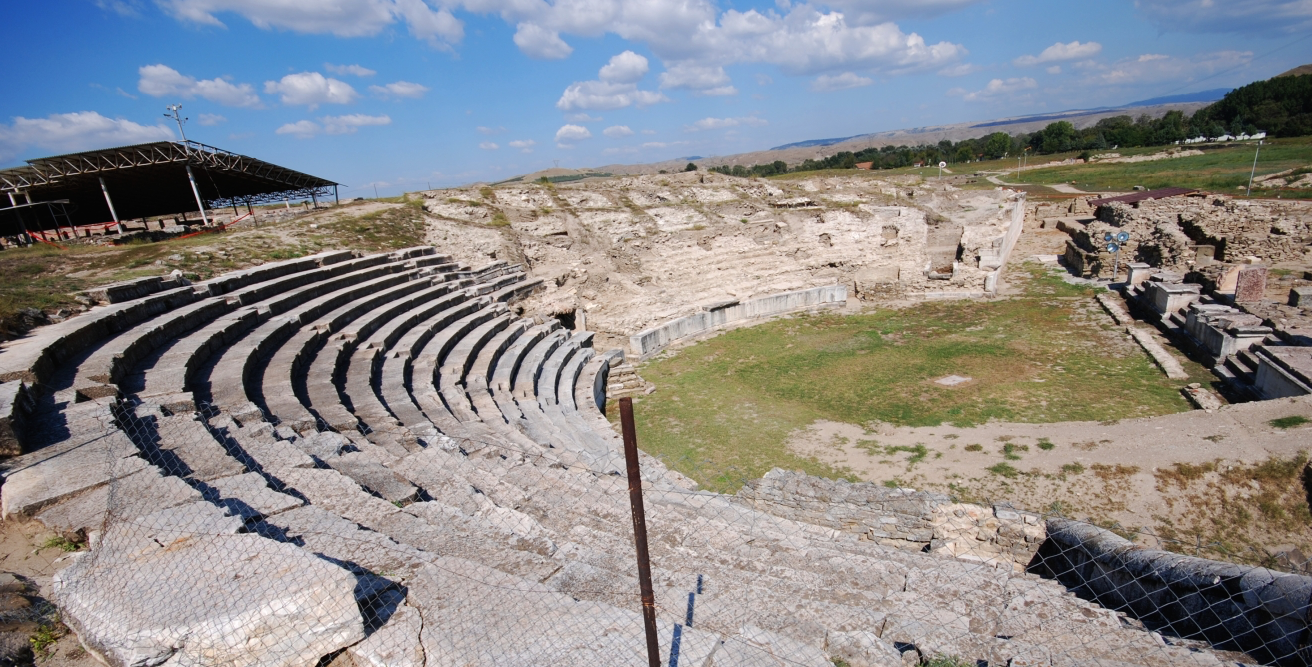
Starořímské divadlo

Předpokládá se, že Makedonci město dobyli v roce 217 př. n. l. pod vedením Filipa V. během tažení proti Dardanům. Město bylo poprvé písemně zmíněno historikem Liviem v roce 197 př. n. l. Římané ho ovládli v roce 168 př. n. l. Za vlády Augusta město prožilo svůj zlatý věk, rostlo co do velikosti i počtu obyvatel. V roce 69 př. n. l. získalo status municipia a ve stejné době začalo razit vlastní mince. Občané Stobi byli římskými občany. Po rozdělení provincie Macedonia Diokleciánovými reformami se Stobi stalo hlavním městem římské provincie Macedonia Salutaris. Císař Theodosius I. pobýval ve Stobi v roce 388. Od roku 325 bylo Stobi sídlem křesťanského biskupa, místní biskup Budius se zúčastnil Prvního nikajského koncilu. Přítomnost Židů ve městě je doložena nejpozději od 3. nebo 4. století. V roce 479 jej vyloupil ostrogótský král Theodorich. Občané město obnovili, ale v roce 518 je zasáhlo silné zemětřesení. Avarsko-slovanská invaze v 6. století mu zasadila poslední ránu a definitivně ho zničila. Archeologický výzkum v místě začal v roce 1924. Nejvýznamnější nálezy byly odkryty v letech 1970 až 1980 jugoslávskými a americkými archeology.